# 艾倫·勞埃德·霍奇金
艾倫·勞埃德·霍奇金爵士，OM，KBE，FRS（英語：Sir Alan Lloyd Hodgkin，1914年2月5日—1998年12月20日），英國生理學家與生物物理學家，與安德魯·赫胥黎因為共同研究神經的動作電位，而與研究突觸的約翰·卡魯·埃克爾斯共同獲得1963年的諾貝爾生理學或醫學獎。此外，兩人還曾經提出後來獲得證實的離子通道假說。